# Catedral de Ely

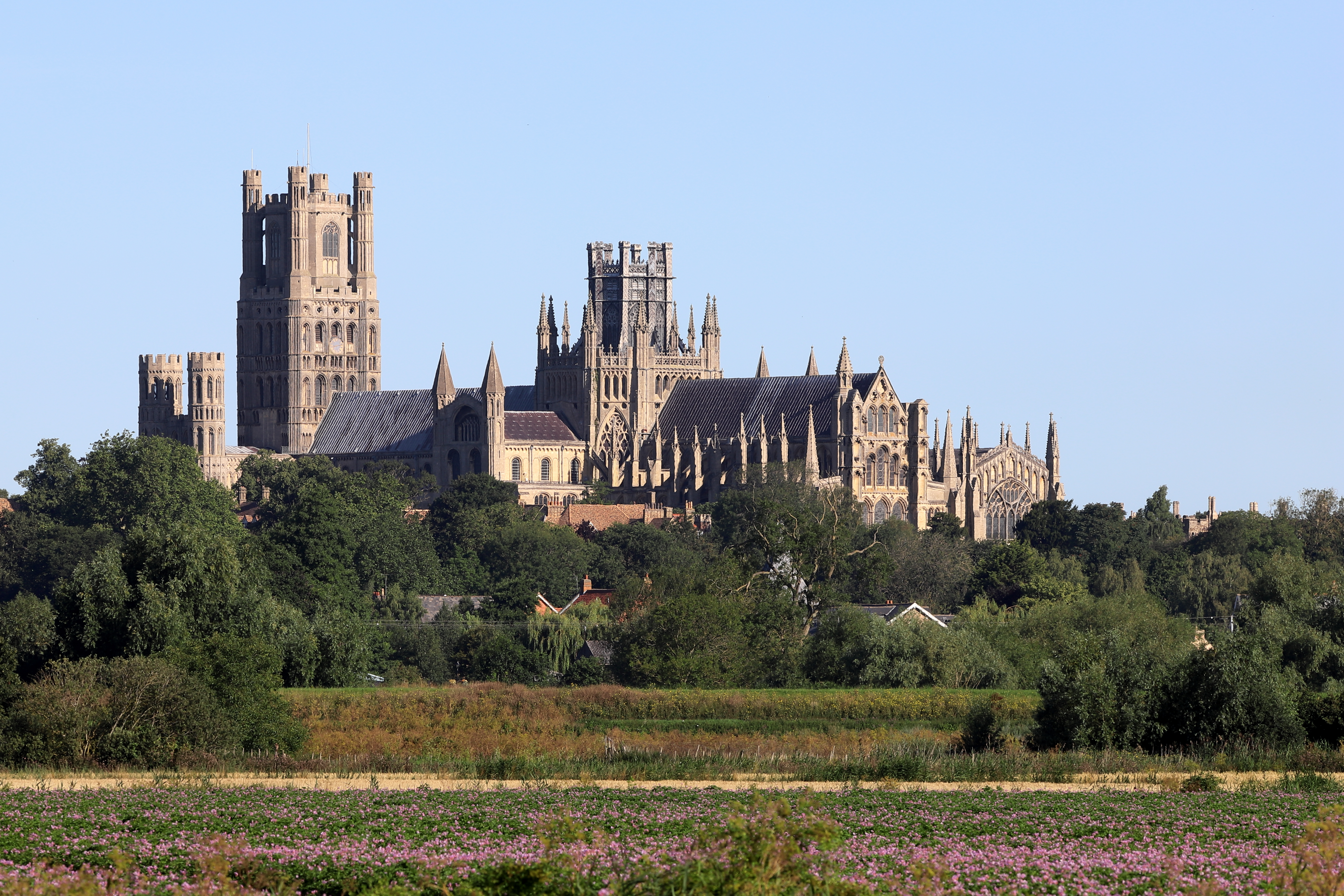
Catedral de Ely

A Catedral de Ely, formalmente a Igreja Catedral da Santíssima e Indivisa Trindade, é uma catedral anglicana na cidade de Ely, Cambridgeshire, Inglaterra.
A catedral pode traçar sua origem para a abadia fundada em Ely em 672 por Santo Eteltrith (também chamado Etheldreda). As primeiras partes do edifício atual datam de 1083, e foi concedido o status de catedral em 1109. Até a Reforma, a catedral foi dedicada a São Etheldreda e São Pedro, quando foi refundada como a Igreja Catedral da Santíssima e Indivisa Trindade de Ely. É a catedral da Diocese de Ely, que cobre a maior parte de Cambridgeshire e Norfolk ocidental. É a sede do bispo de Ely e de um bispo sufragâneo, o bispo de Huntingdon.
Arquitetonicamente, a Catedral de Ely se destaca tanto por sua escala quanto por detalhes estilísticos. Tendo sido construído em estilo românico monumental, o alpendre da galileia, a capela da senhora e o coro foram reconstruídos em um exuberante gótico decorado. Sua característica mais notável é a torre octogonal central, com lanterna acima, que fornece um espaço interno único e, juntamente com a Torre Oeste, domina a paisagem circundante.
A catedral é um importante destino turístico, recebendo cerca de 250 000 visitantes por ano, e mantém um padrão diário de serviços matinais e noturnos.